# Cuba, mens vi venter
Cuba, mens vi venter er en dansk dokumentarfilm fra 1997, der er instrueret af Jesper Erik Petersen og Daniel Erik Petersen.

## Handling
Efter kommunismens og Sovjets sammenbrud i begyndelsen af 90'erne, stoppede næsten al støtte til Cuba. Fidel Castros regering var tvunget til at indgå handelsaftaler med de tidligere samarbejdspartnere på almindelige markedsvilkår og deklarerede national undtagelsestilstand - "el periodo especial" - i fredstid og forsøgte dermed få tilstanden til at fremstå i det bedst mulige revolutionære lys.